# Mesida argentiopunctata
Mesida argentiopunctata är en spindelart som först beskrevs av William Joseph Rainbow 1916.  Mesida argentiopunctata ingår i släktet Mesida och familjen käkspindlar.
Artens utbredningsområde är Queensland. Inga underarter finns listade i Catalogue of Life.